# متلازمة رينولدز
متلازمة رينولدز هي حالة نادرة وثانوية من اعتلال الصحيفات، التي تتألف من التشمع الصفراوي الأولي وتصلب مجموعي مترق. وعند بعض المرضى ارتبطت هذه المتلازمة أيضًا مع متلازمة شوغرن وفقر الدم الانحلالي. والخصائص السريرية النمطية تشمل اليرقان وارتفاع مستويات دم الفوسفاتاز القلوي والكلاس الجلدي وتوسع الشعيرات والحكة. وقد يسبب هذا المرض بقعًا بيضاء أو صفراء على الذراعين أو الساقين. وتمت تسمية المتلازمة، وهي حالة خاصة من تصلب الجلد، على اسم الطبيب الأمريكي Telfer B. Reynolds تلفر بي رينولدز (1921م-2004م) الذي يُعد أول من وصفها. ويُعرف أيضًا بإنشائه أحد أوائل برامج طب الكبد في العالم في جامعة جنوب كاليفورنيا.
ويجب ألا يتم خلطها مع ظاهرة رينو الأكثر شيوعًا.

## وصلات خارجية
- the Online Mendelian Inheritance of Man project page for Reynolds syndrome.